# Alfred Marter
Alfred Marter (ur. 15 kwietnia 1934 w Braniewie, zm. 1998) – niemiecki dyplomata. Był ambasadorem NRD w Syrii, Francji i Włoszech.

## Życiorys
Alfred Marter był synem robotnika budowlanego, w 1949 wstąpił do Wolnej Młodzieży Niemieckiej (FDJ). W 1953 roku zdał maturę. W latach 1953–1956 studiował w Niemieckiej Akademii Nauk Politycznych i Prawa w Poczdamie-Babelsbergu. Ukończył tamże studia na kierunku politologia. W 1955 roku wstąpił do Socjalistycznej Partii Jedności Niemiec.
W 1956 Alfred Marter został pracownikiem Ministerstwa Spraw Zagranicznych NRD (MfAA). Początkowo był konsultantem, a następnie starszym konsultantem w Departamencie Państw Arabskich. Od 1959 pełnił funkcje attaché oraz wicekonsula w Konsulacie Generalnym NRD w Zjednoczonych Emiratach Arabskich w Kairze. W 1962 powrócił do Berlina na stanowisko dyrektora ds. kultury w Ministerstwie Spraw Zagranicznych. W 1965 został konsulem w Syrii, a następnie zastępcą szefa agencji handlowej NRD w Egipcie. W latach 1967/68 pracował jako kierownik sektora w departamencie państw arabskich MSZ-u. W latach 1968/69 był szefem konsulatu generalnego, a od 1969 do 1972 ambasadorem NRD w Syrii. Od 1972 do 1978 był kierownikiem oddziału, a następnie do 1984 zastępcą szefa działu stosunków międzynarodowych MSZ. Od grudnia 1984 do 1990 Alfred Marter był ambasadorem NRD w Paryżu, od 18 kwietnia do 15 września 1990 ambasadorem w Rzymie, gdzie również w jego kompetencjach pozostawała Malta.

## Odznaczenia
- Brązowy i Srebrny Order Zasługi dla Ojczyzny (1971) i (1977)
- Order Sztandaru Pracy (1981, 1983)